# Чайне
Ча́йне (рос. Чайное) — село у складі Чаришського району Алтайського краю, Росія.

## Населення
Населення — 128 осіб (2010; 165 у 2002).
Національний склад (станом на 2002 рік):
- росіяни — 97 %